# Peter Gielen

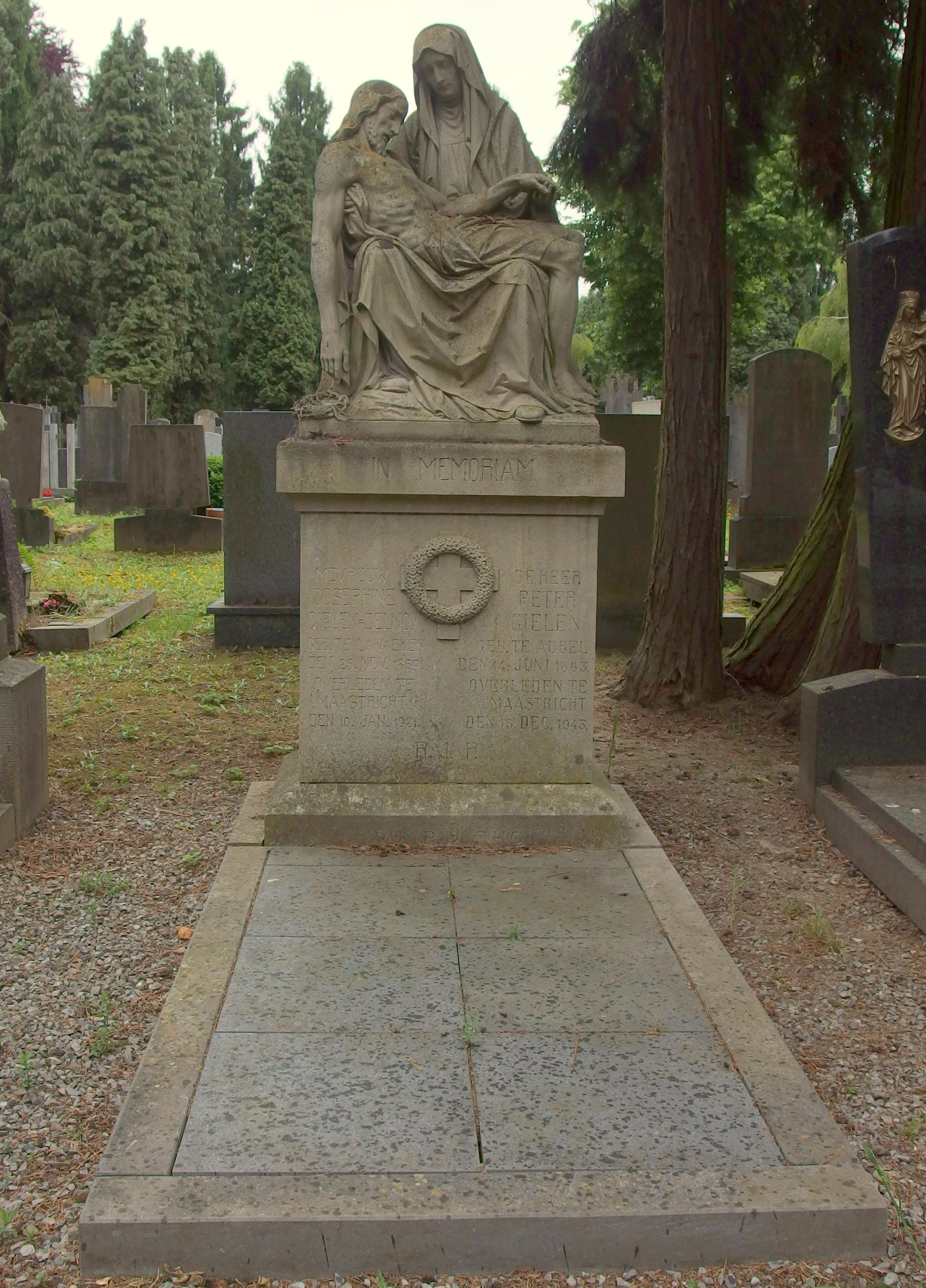
Graf van Gielen en Delnoy (2014)

Pierre Henri Joseph (Peter) Gielen (Aubel, 14 juni 1863 – Maastricht, 15 december 1943) was een Nederlands dirigent en organist van Belgische komaf.
Hij was zoon van Henri Xavier Gielen en Marie Agnes Creusen. Hij trouwde in 1892 met Helena Josephina Caecilia Eugenia Delnoy. Hij was ridder in de Orde van Oranje Nassau, ridder in de Leopoldsorde en officier de l'Académie française. Hij was voorts begiftigd met het erekruis Pro Ecclesia et Pontifice. Het echtpaar ligt begraven op Algemene Begraafplaats Tongerseweg.
Hij studeerde aan het Koninklijk Conservatorium Luik bij onder anderen Carl Smulders. Daarna studeerde hij nog enige tijd in Aken. In 1885 werd hij organist van de Sint-Matthiaskerk te Maastricht. Lange tijd, van 1891 tot 1936, was hij dirigent van de Mastreechter Staar. Hij dankte zijn benoeming aan de directeur van de stedelijke muziekschool. Hij zorgde voor groei van het koor, dat tijdens zijn aanstelling slechts circa 15 ongeschoolde zangers telde en bij zijn afscheid gegroeid was tot 250 geschoolde. Hij zorgde voor een internationale doorbraak van dat koor, dat vermaard werd in binnen- en buitenland. Op 12 juni 1936 gaf hij voor het laatst leiding aan zijn koor, begeleid door het Maastrichts Stedelijk Orkest; uitgevoerd werd La mer van Carl Smulders.
Al tijdens zijn dirigentschap organiseerde hij zangconcoursen, waarbij hij ook regelmatig jureerde. Maastreechter Staar benoemde hem later tot eredirigent. Zij gaven hem in 1931 ter gelegenheid van zijn 40 dienstjaren een Eratobeeldje van Charles Vos. Hij gaf voorts les aan het Maastrichts Conservatorium.
In de Maastrichtse buurt Caberg is sinds 1955 een straat naar hem vernoemd: de Peter Gielenstraat, die evenwijdig loopt aan de Carl Smulderssingel.
- Biografisch Portaal: 35617196
- Nederlandse Thesaurus van Auteursnamen: 175442967
- Virtual International Authority File: 291957224